# .scot
.scot (Inglês: Scotland) é o código TLD (gTLD) na Internet para a Escócia.
Proposto pela primeira vez em 2005, foi finalmente lançado em 15 de Julho de 2014. O primeiro site pioneiro a ser lançado com esse código foi calico.scot, uma agência ISP que oferece registros de domínios .scot. O registro para o público em geral foi aberto em 23 de Setembro.